# Grande Presença!
Grande Presença! é o sexto álbum de estúdio dos Acústicos & Valvulados, lançado em 2010. O álbum contou com a participação de Fernando Noronha e Ale Ravanello em duas de suas faixas "Para de Chorar" e "O Rei Caiu" respectivamente.
O disco também foi lançado em DVD, contendo os videoclipes de todas as faixas do álbum e trazendo como extras, o making of da gravação do álbum e também um episódio da banda para o programa Patrola, da RBS TV.

## Faixas
| N.º            | Título                   | Compositor(es)                                 | Duração |  |
| 1.             | "Agora!"                 | Paulo James, Luciano Albo                      | 2:07    |  |
| 2.             | "O Truque Já Aconteceu"  | Paulo James                                    | 3:08    |  |
| 3.             | "Para de Chorar"         | Paulo James, Alexandre Móica, Rafael Malenotti | 3:45    |  |
| 4.             | "O Rei Caiu"             | Paulo James                                    | 3:08    |  |
| 5.             | "Céu Da Noite"           | Paulo James                                    | 4:02    |  |
| 6.             | "Você Não Vai Gostar"    | Paulo James                                    | 3:22    |  |
| 7.             | "Sai do Sério"           | Paulo James                                    | 2:34    |  |
| 8.             | "Cara de Pau"            | Paulo James, Luciano Albo                      | 2:42    |  |
| 9.             | "Vulnerável/ Inflamável" | Paulo James, Luciano Albo                      | 2:46    |  |
| 10.            | "Vício"                  | Paulo James, Luciano Albo                      | 3:48    |  |
| 11.            | "Tudo Que Me Faz Feliz"  | Paulo James                                    | 3:57    |  |
| Duração total: | Duração total:           | Duração total:                                 | 42:27   |  |